# Espanha no Festival Eurovisão da Canção
A Espanha poderá considerar-se um dos países a nível médio no concurso. Estreando-se em 1961, o país não se destacava na tabela classificativa, algo que mudou entre 1968 e 1973, onde se pode registar um grande período de sorte onde se registam duas vitórias, 1968 e 1969, respectivamente (sendo uma dividida com quatro países), dois segundos lugares (em 1971 e 1973) e um 4º lugar, em 1970, com Julio Iglesias.
Durante o resto da década de 70, foi tendo resultados dentro do top 10 até que em 1979 obteve um novo 2º lugar. Em 1983 volta a ficar em último lugar, mas em 1984 consegue um 3º lugar.
Nos anos seguintes, foi variando nos resultados, até que em 1995 conseguiu um 2º lugar. Desde aí, as participações espanholas têm variado entre o sucesso (principalmente entre 2001 e 2004, com o sucesso da Operación Triunfo a partir de 2002, e esporadicamente durante a década de 2010) e o fracasso, com várias canções a classificarem-se abaixo do 20º lugar e no bottom 5, com destaque para o último lugar em 2017 com "Do It for Your Lover".
Desde 1999, a Espanha, juntamente com a França, a Alemanha e o Reino Unido (ao qual se juntaram a Itália, em 2011), qualifica-se automaticamente para a final da Eurovisão, independentemente dos seus resultados nas competições anteriores. Esses países ganharam esse estatuto especial por serem os quatro maiores contribuintes financeiros da União Europeia de Radiodifusão e, posteriormente, tornaram-se conhecidos como os "Big Four" e, depois, "Big Five".
Como nota de curiosidade, Espanha tornou-se, após o seu 17º lugar em 2023 com "Eaea", o primeiro país da história do certame a classificar-se em todas as posições, do 1º ao 26º lugar, pelo menos uma vez.

## Galeria

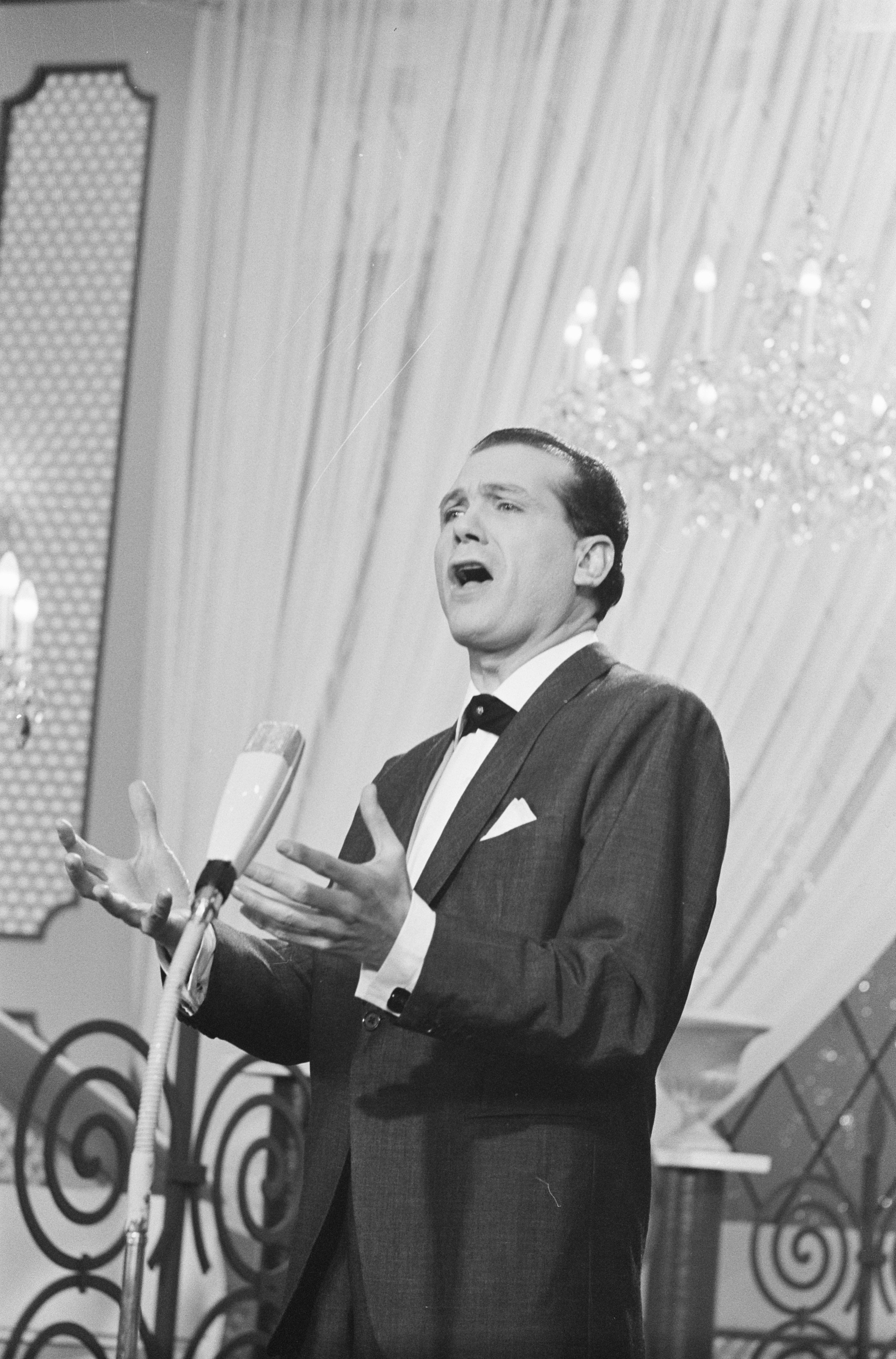
Victor Balaguer em Luxemburgo (1962)
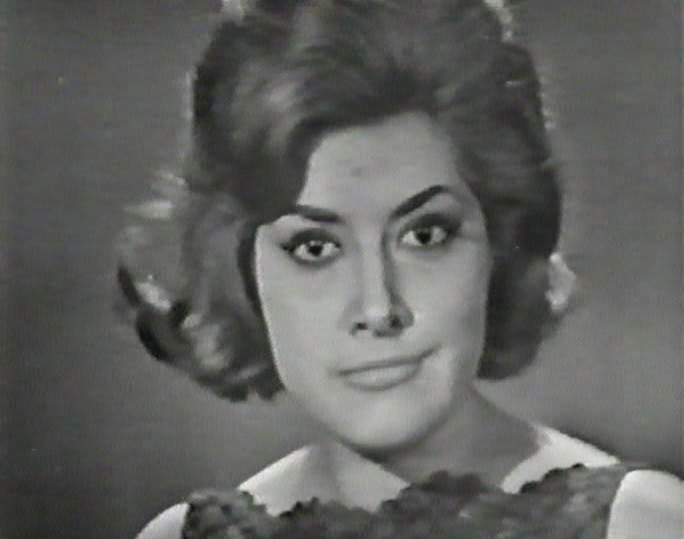
Conchita Bautista em Napóles (1965)
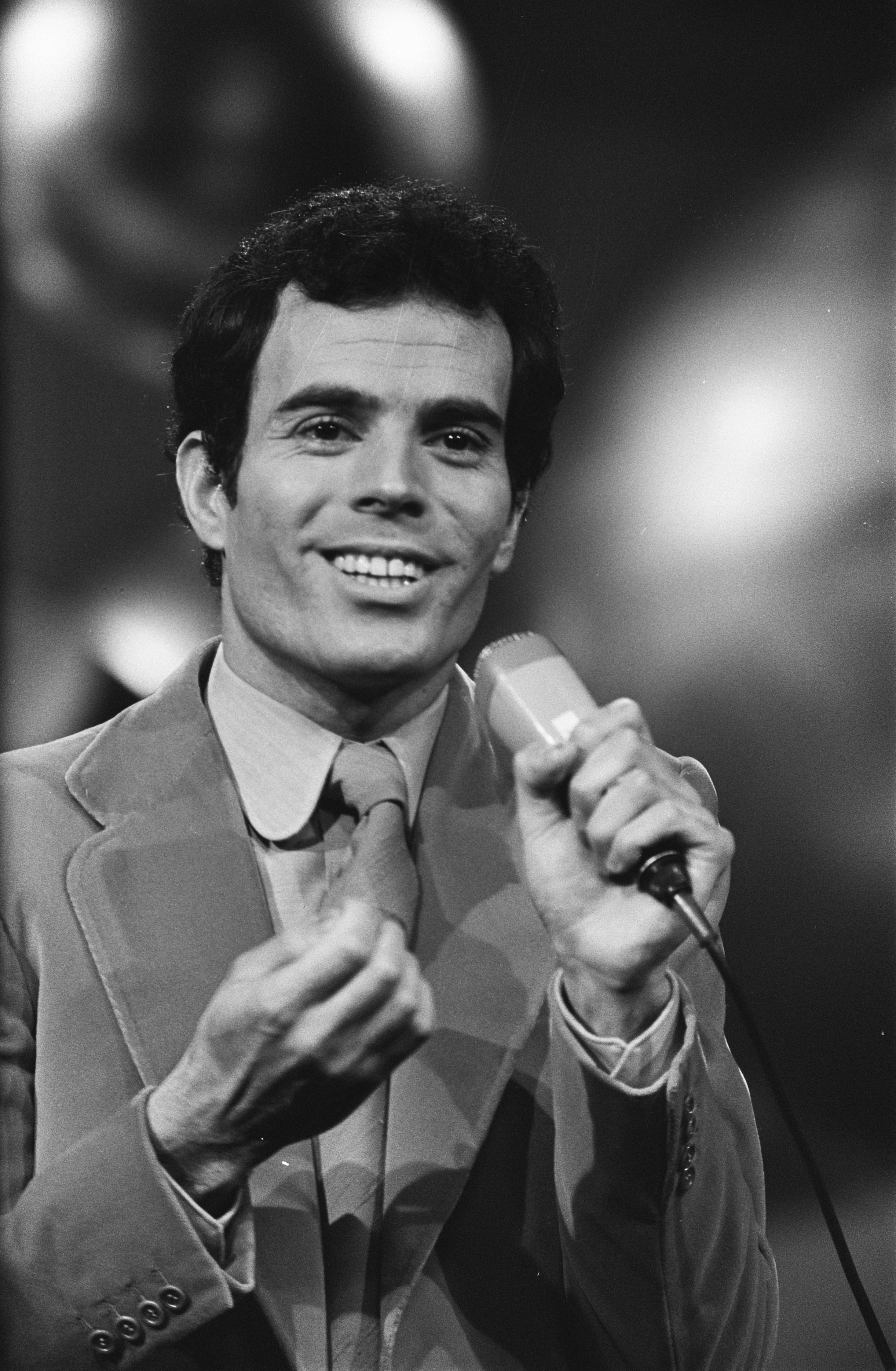
Julio Iglesias em Amsterdão (1970)
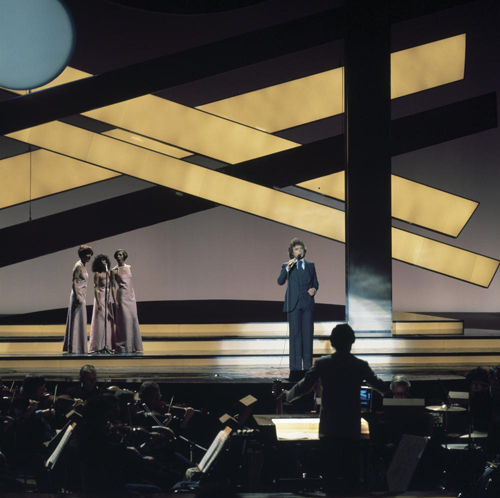
Braulio em Haia (1976)
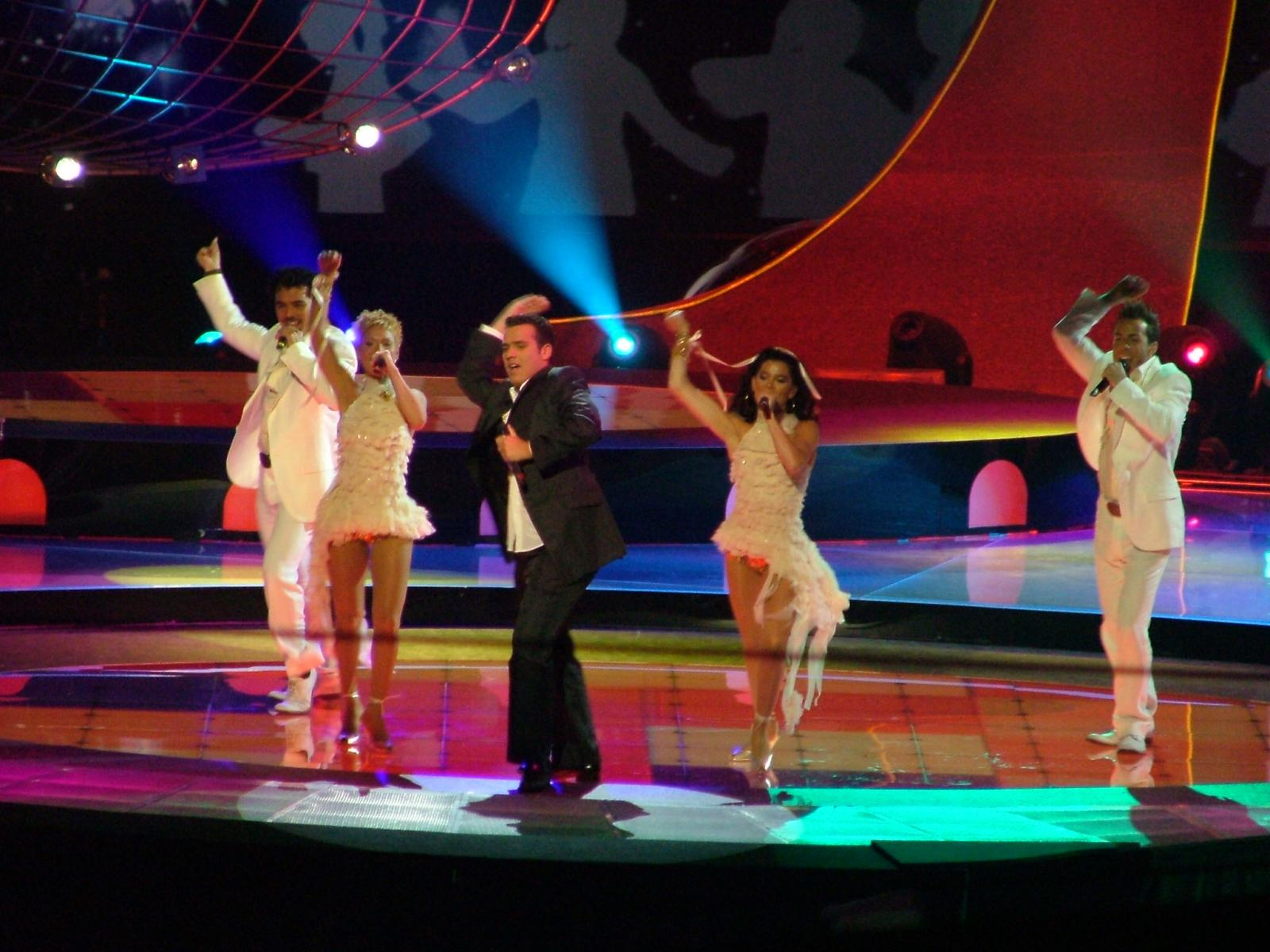
Ramón em Istanbul (2004)
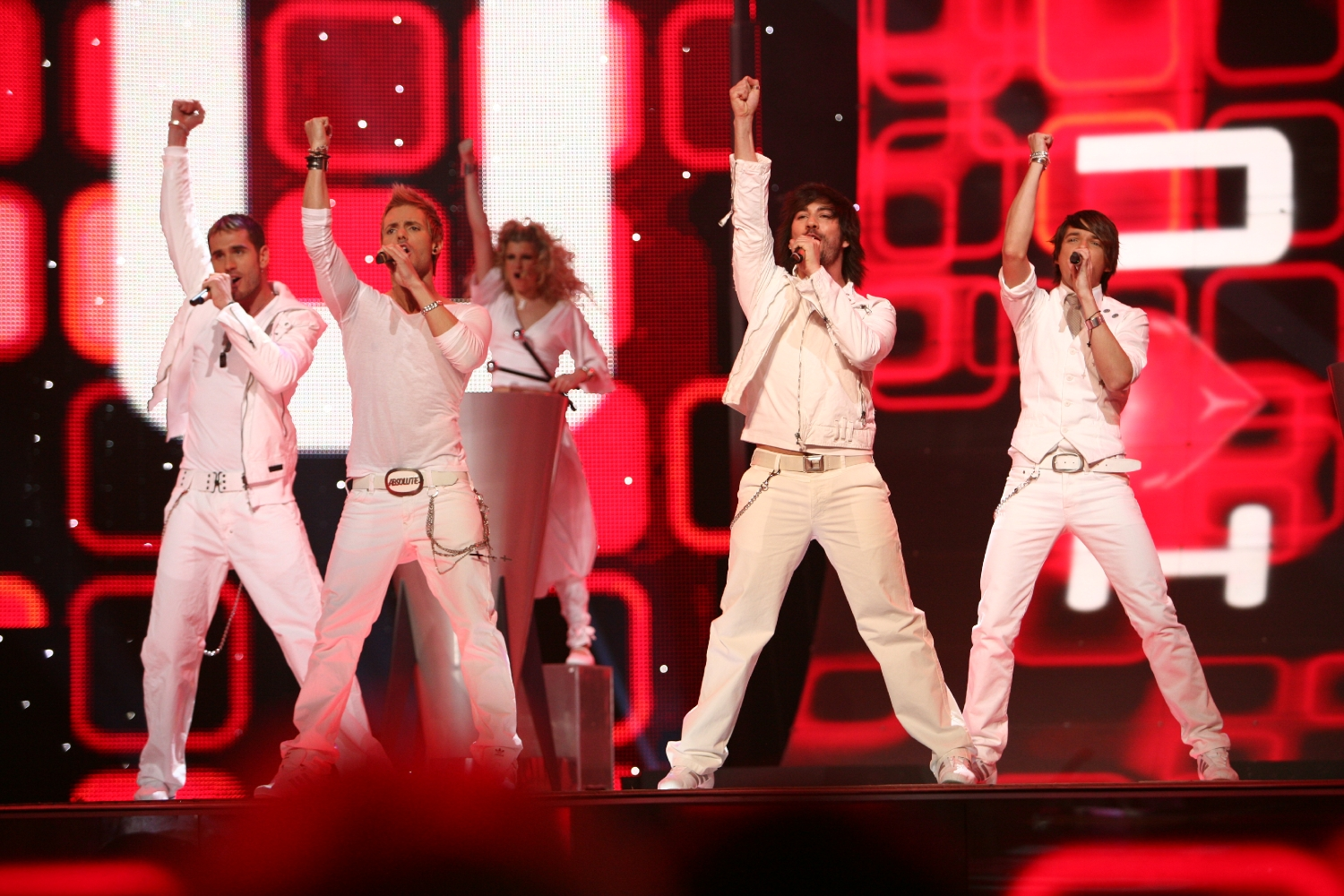
D'Nash em Helsínquia (2007)
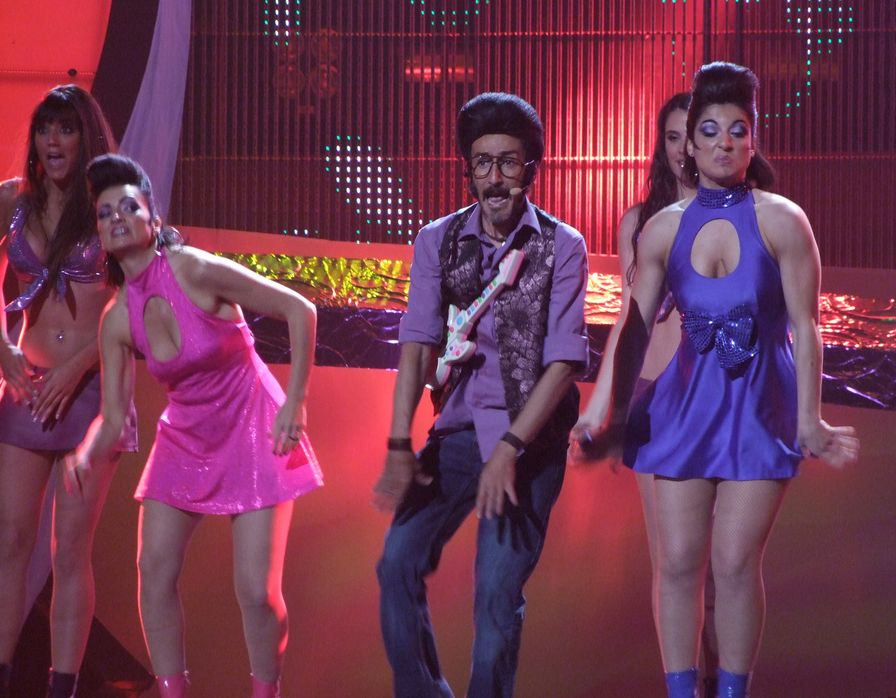
Rodolfo Chikilicuatre em Belgrado (2008)
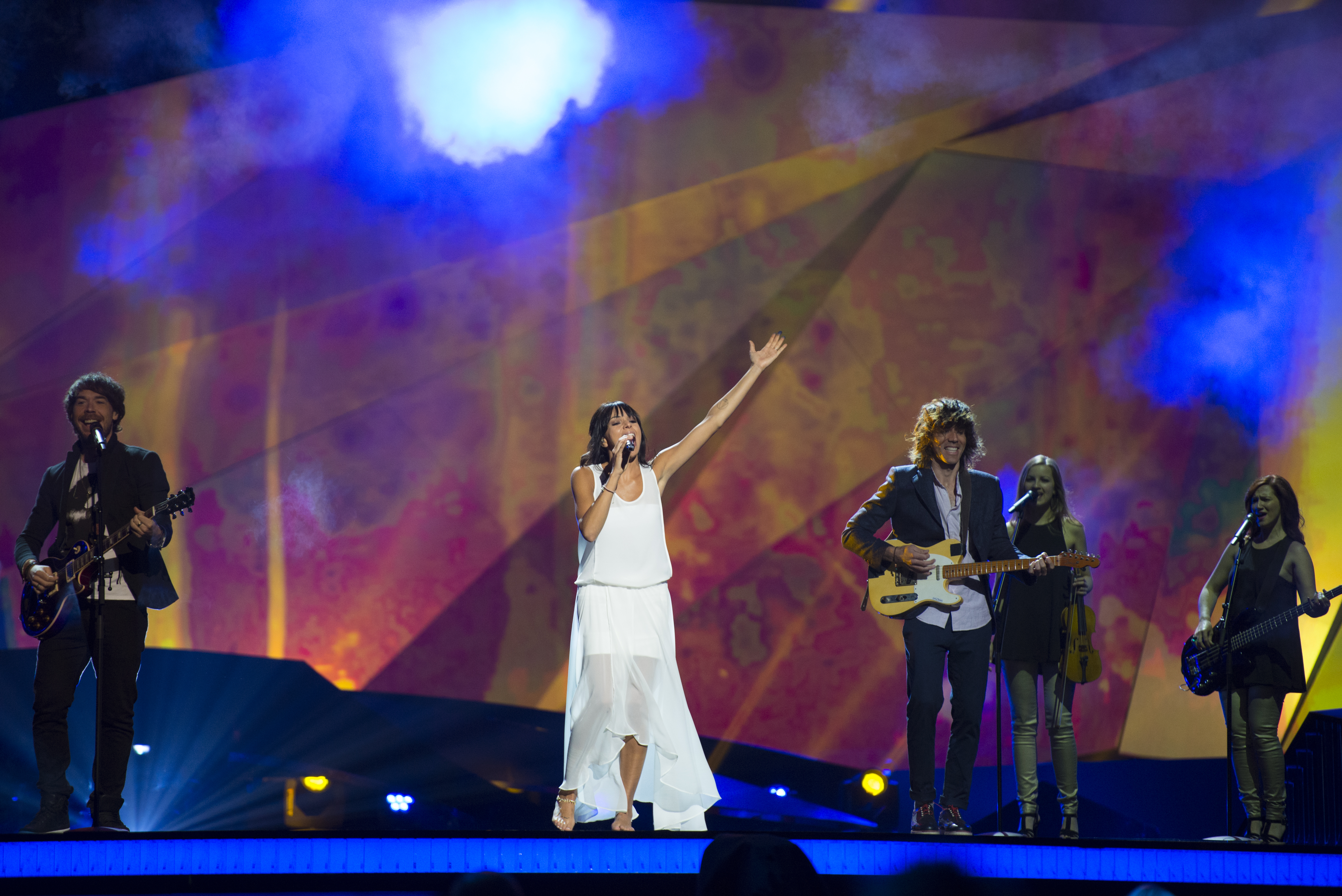
El Sueño de Morfeo em Malmö (2013)
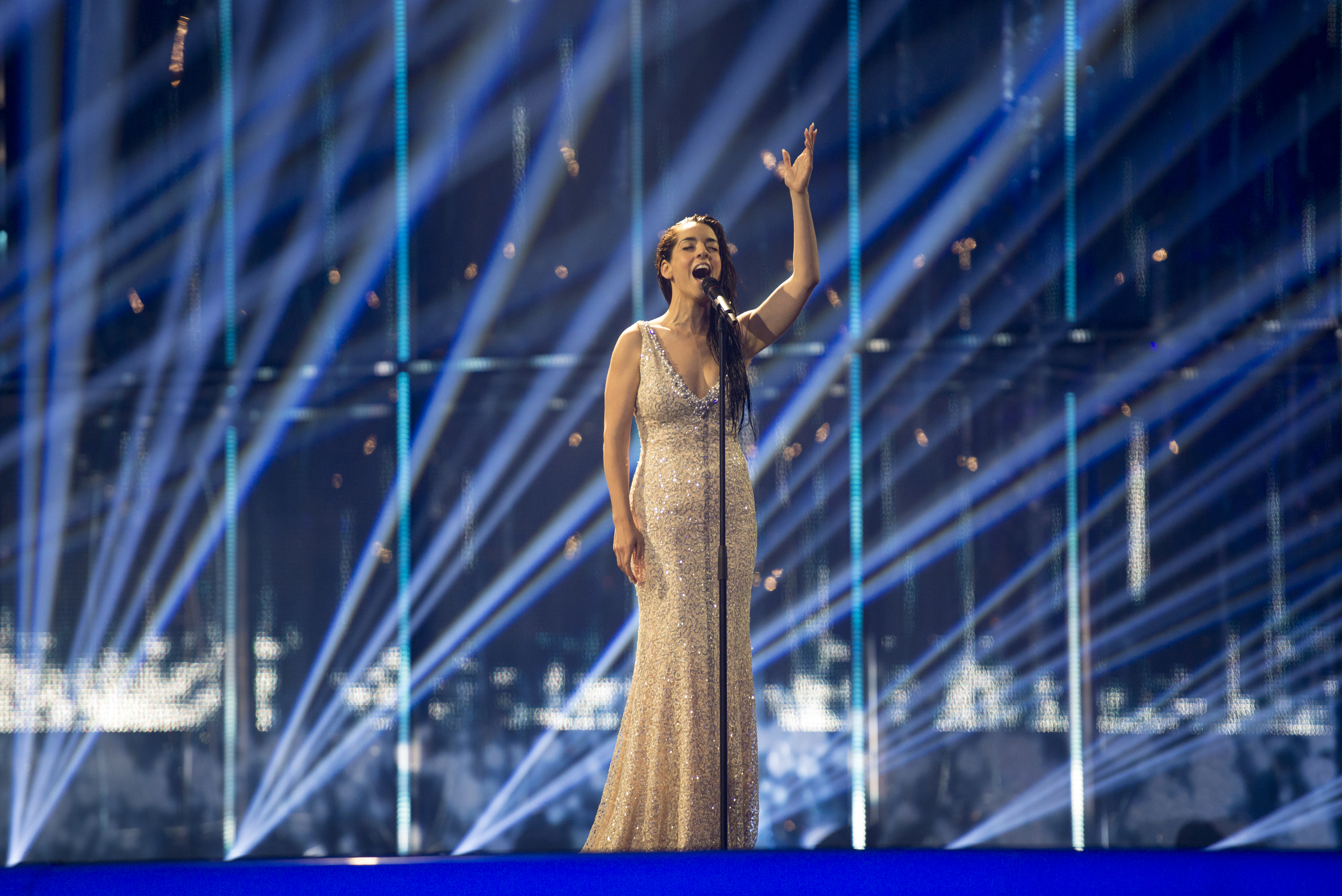
Ruth Lorenzo em Copenhaga (2014)
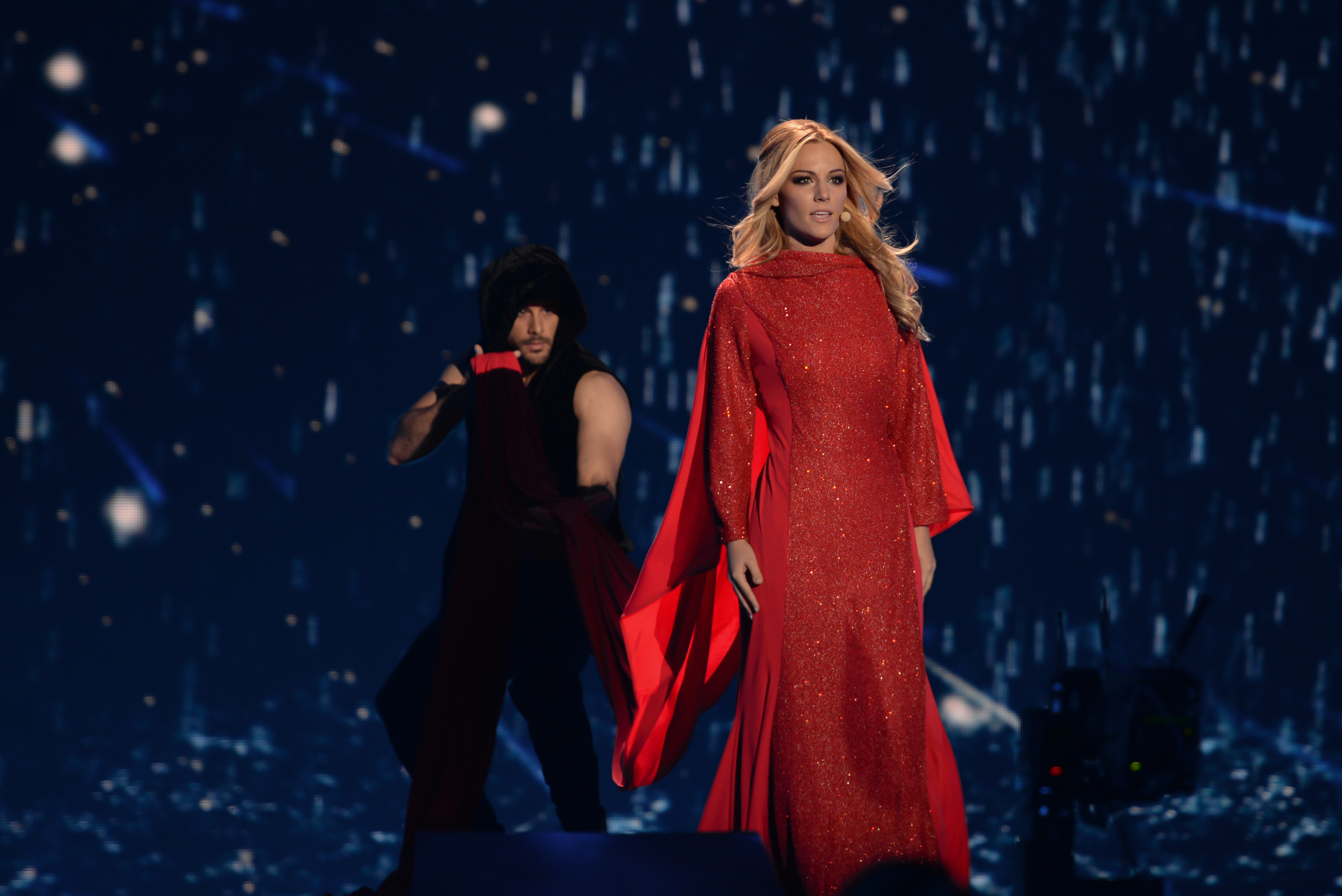
Edurne em Viena (2015)
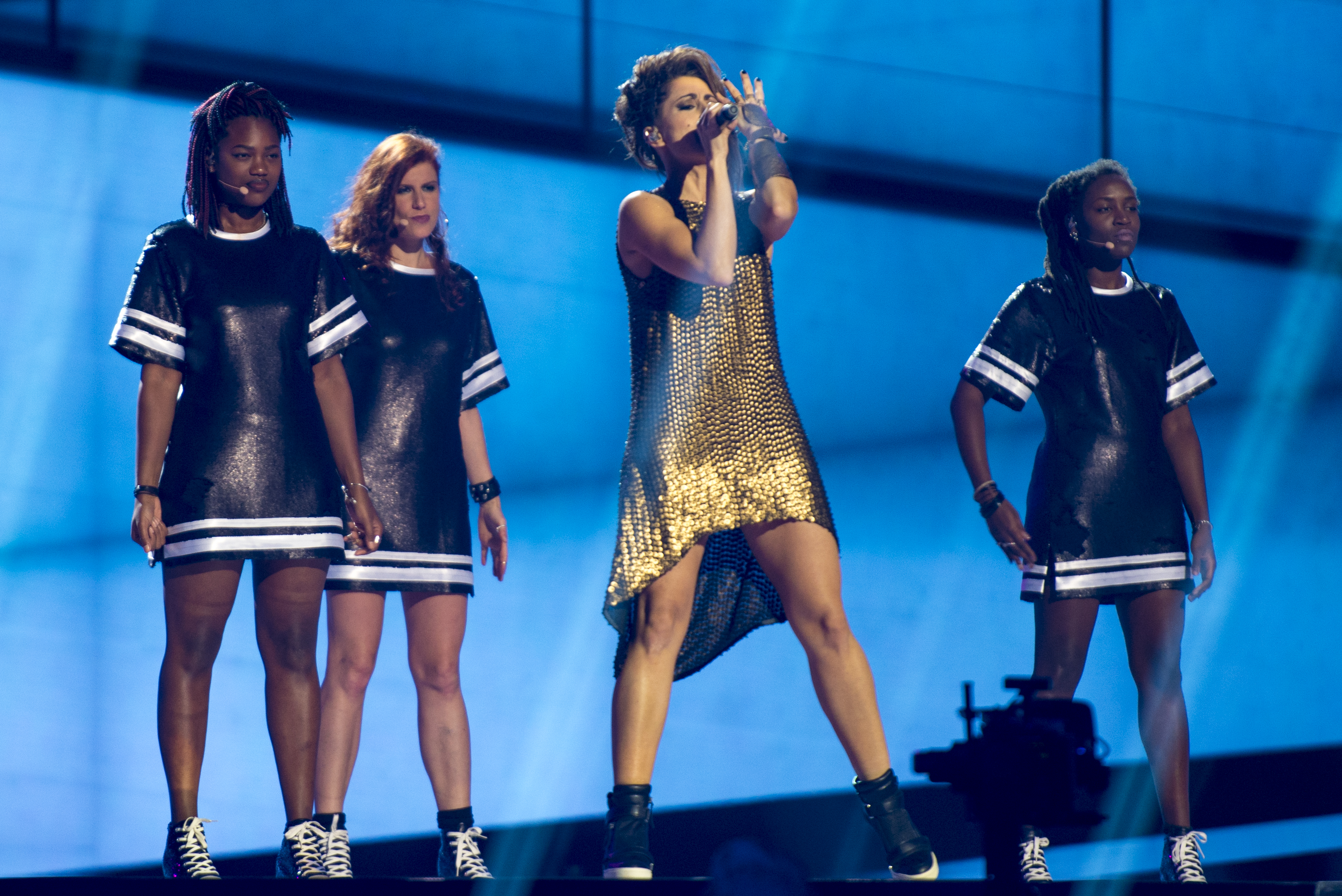
Barei em Estocolmo (2016)
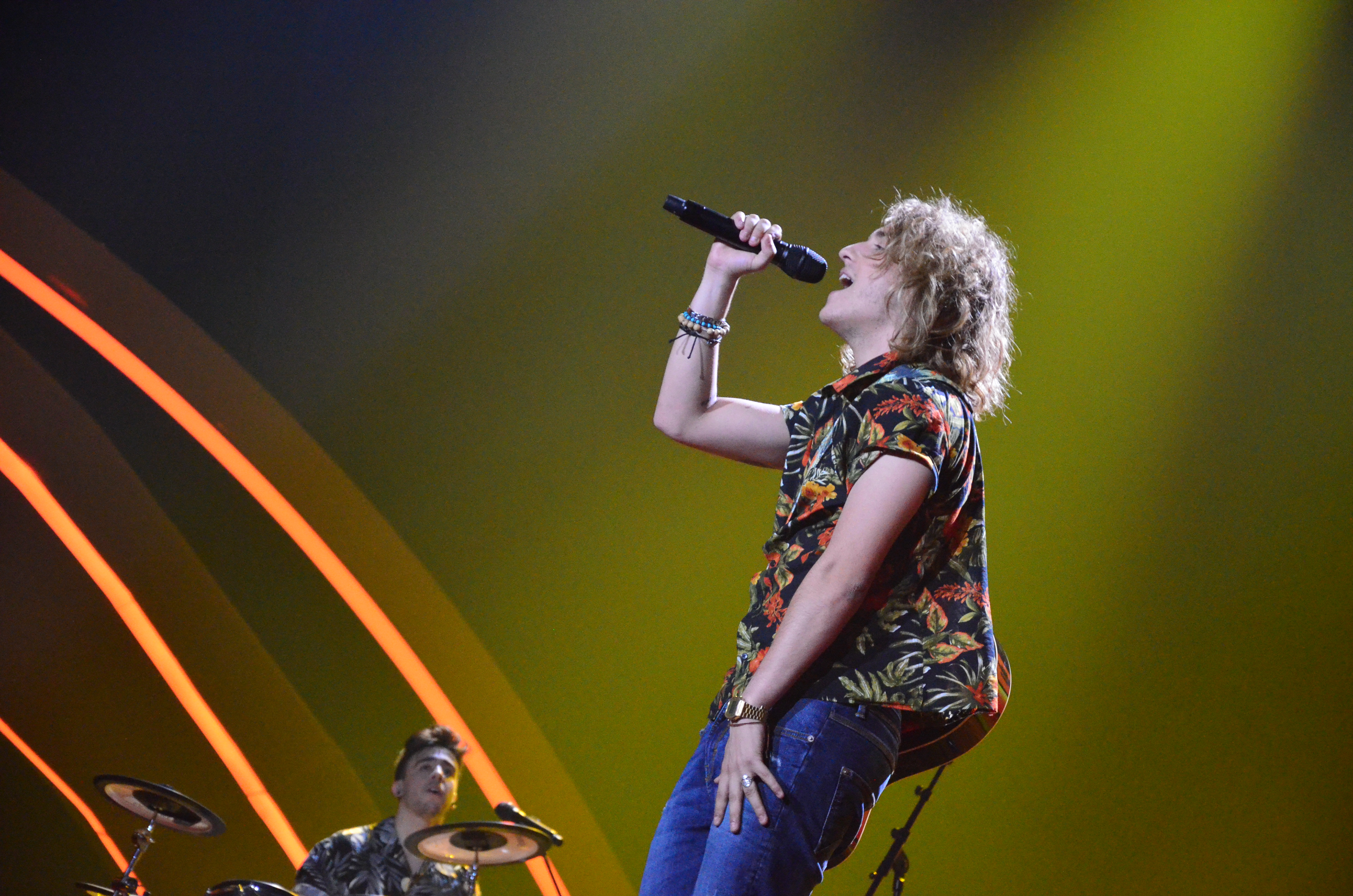
Manel Navarro em Kiev (2017)
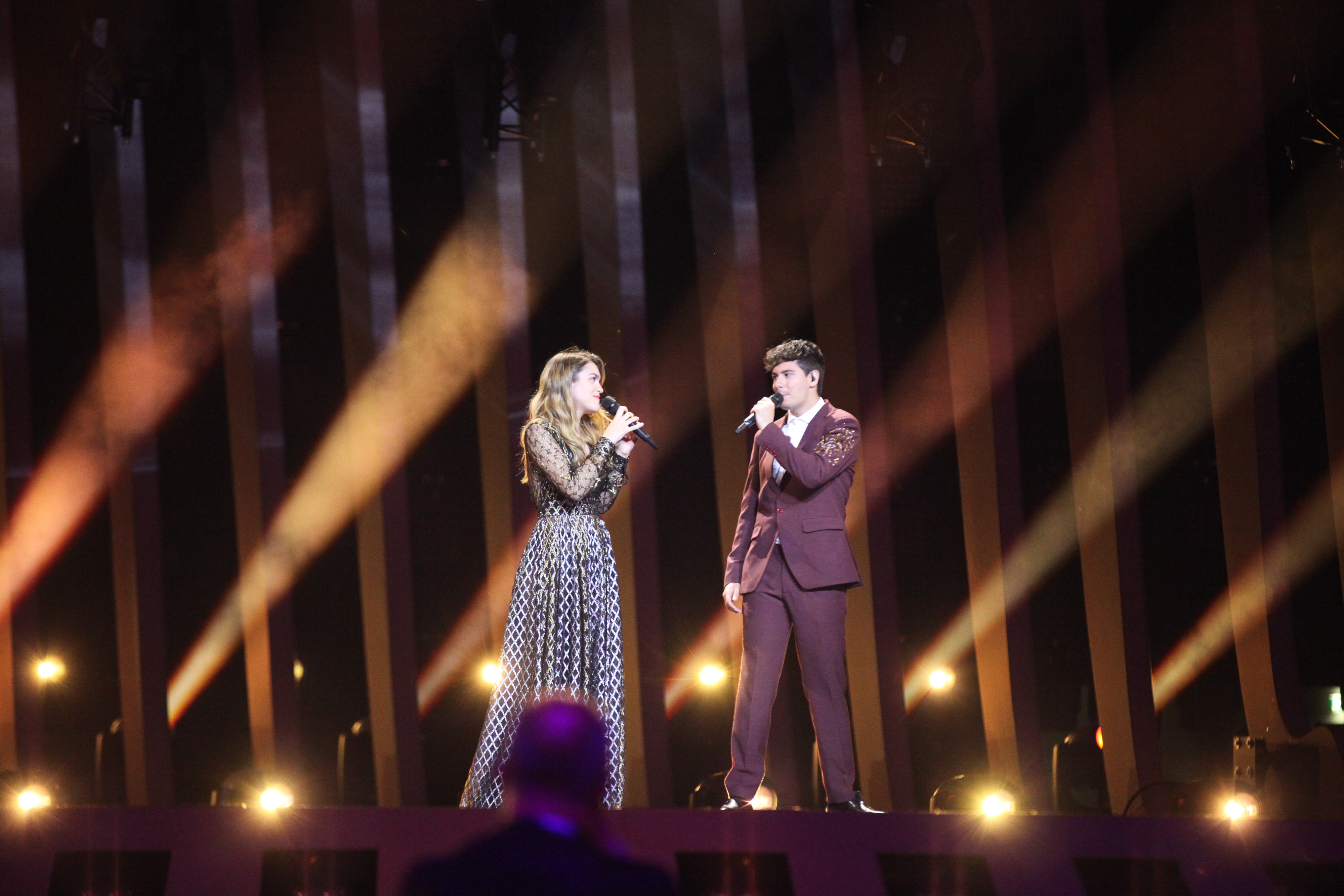
Alfred García & Amaia Romero em Lisboa (2018)
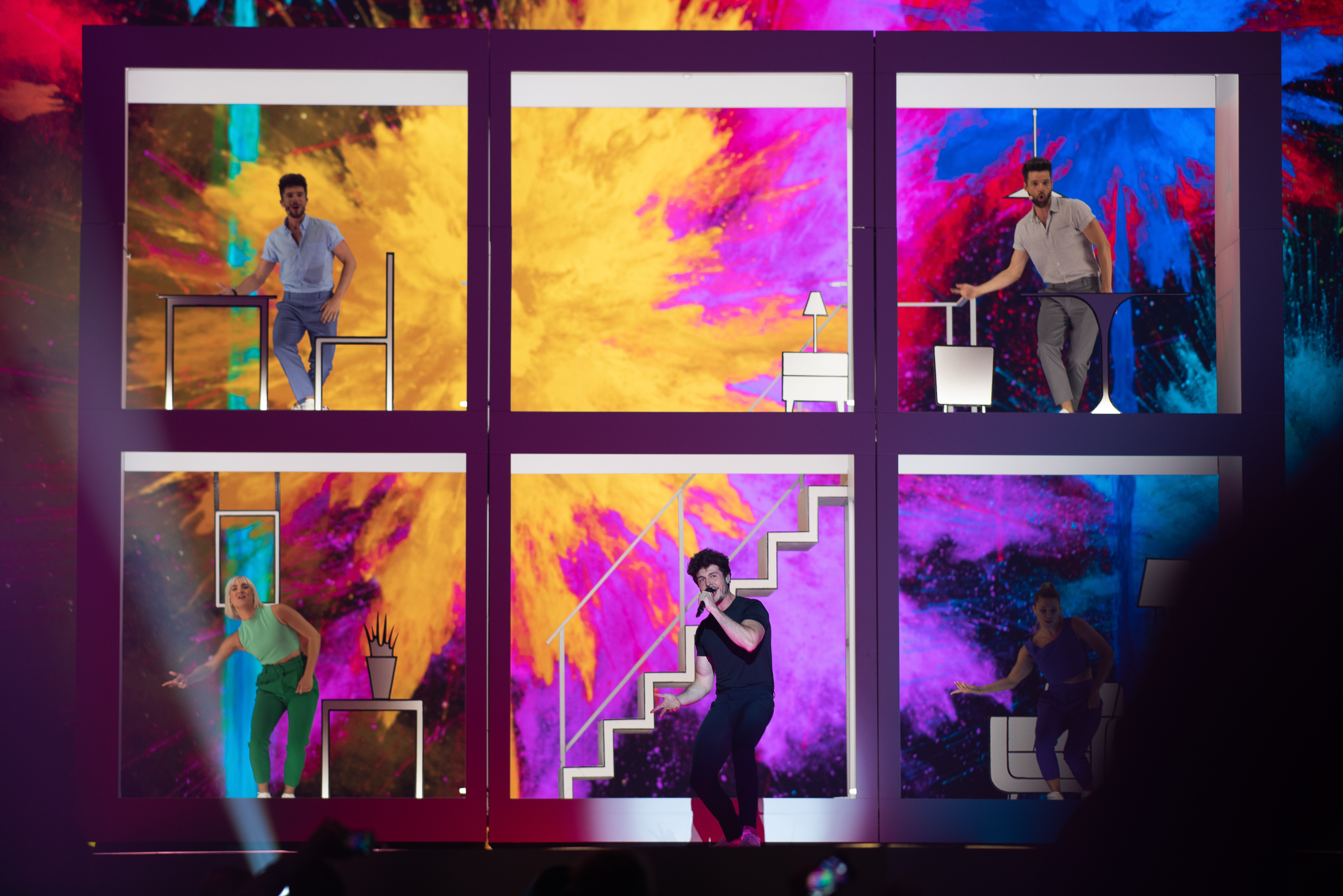
Miki em Tel Aviv (2019)

## Participações
Legenda
     Vencedor
     2.º lugar
     3.º lugar
     Pontuação Nula ("Null Points")/Último Lugar
     Melhor classificação (fora do top 3)
     Qualificação para a final (fora do top 3)
     País-anfitrião
     Desclassificado
| #   | Ano             | Artista                      | Canção                                                                              | Língua              | Final                    | Pontos                   |
| --- | --------------- | ---------------------------- | ----------------------------------------------------------------------------------- | ------------------- | ------------------------ | ------------------------ |
| 1º  | Cannes 1961     | Conchita Bautista            | "Estando contigo" Quando Estou Contigo                                              | Castelhano          | 9º                       | 8                        |
| 2º  | Luxemburgo 1962 | Victor Balaguer              | "Llámame" Telefona-me                                                               | Castelhano          | 13º                      | 0                        |
| 3º  | Londres 1963    | José Guardiola               | "Algo prodigioso"                                                                   | Castelhano          | 12º                      | 2                        |
| 4º  | Copenhaga 1964  | Nelly, Tim & Tony            | "Caracola" Caracol                                                                  | Castelhano          | 12º                      | 1                        |
| 5º  | Nápoles 1965    | Conchita Bautista            | "¡Qué bueno, qué bueno!" Que bom, Que bom!                                          | Castelhano          | 15º                      | 0                        |
| 6º  | Luxemburgo 1966 | Raphael                      | "Yo soy aquél" Eu sou aquele                                                        | Castelhano          | 7º                       | 9                        |
| 7º  | Viena 1967      | Raphael                      | "Hablemos del amor" Falemos de Amor                                                 | Castelhano          | 6º                       | 9                        |
| 8º  | Londres 1968    | Massiel                      | "La, la, la"                                                                        | Castelhano          | 1º                       | 29                       |
| 9º  | Madrid 1969     | Salomé                       | "Vivo cantando" Vivo a cantar                                                       | Castelhano          | 1º                       | 18                       |
| 10º | Amesterdão 1970 | Julio Iglesias               | "Gwendolyne"                                                                        | Castelhano          | 4º                       | 8                        |
| 11º | Dublin 1971     | Karina                       | "En un mundo nuevo" Num mundo novo                                                  | Castelhano          | 2º                       | 116                      |
| 12º | Edinburgo 1972  | Jaime Morey                  | "Amanece" Amanhece                                                                  | Castelhano          | 10º                      | 83                       |
| 13º | Luxemburgo 1973 | Mocedades                    | "Eres tú" És tu                                                                     | Castelhano          | 2º                       | 125                      |
| 14º | Brighton 1974   | Peret                        | "Canta y sé feliz" Canta e sê feliz                                                 | Castelhano          | 9º                       | 10                       |
| 15º | Estocolmo 1975  | Sergio & Estibaliz           | "Tu volverás" Tu voltarás                                                           | Castelhano          | 10º                      | 53                       |
| 16º | Haia 1976       | Braulio                      | "Sobran las palabras" Sobram as palavras                                            | Castelhano          | 16º                      | 11                       |
| 17º | Londres 1977    | Micky                        | "Enséñame a cantar" Ensina-me a cantar                                              | Castelhano          | 9º                       | 52                       |
| 18º | Paris 1978      | José Vélez                   | "Bailemos un vals" Vamos dançar uma valsa                                           | Castelhano          | 9º                       | 65                       |
| 19º | Jerusalém 1979  | Betty Missiego               | "Su canción" A sua canção                                                           | Castelhano          | 2º                       | 116                      |
| 20º | Haia 1980       | Trigo Limpio                 | "Quédate esta noche" Fica esta noite                                                | Castelhano          | 12º                      | 38                       |
| 21º | Dublin 1981     | Bacchelli                    | "Y sólo tú" E só tu                                                                 | Castelhano          | 14º                      | 38                       |
| 22º | Harrogate 1982  | Lucía                        | "Él" Ele                                                                            | Castelhano          | 10º                      | 52                       |
| 23º | Munique 1983    | Remedios Amaya               | "¿Quién maneja mi barca?" Quem dirige a minha barca?                                | Castelhano          | 19º                      | 0                        |
| 24º | Luxemburgo 1984 | Bravo                        | "Lady, Lady" Senhora, Senhora                                                       | Castelhano          | 3º                       | 106                      |
| 25º | Gotemburgo 1985 | Paloma San Basilio           | "La fiesta terminó" A festa terminou                                                | Castelhano          | 14º                      | 36                       |
| 26º | Bergen 1986     | Cadillac                     | "Valentino"                                                                         | Castelhano          | 10º                      | 51                       |
| 27º | Bruxelas 1987   | Patricia Kraus               | "No estás sólo" Não estás só                                                        | Castelhano          | 19º                      | 10                       |
| 28º | Dublin 1988     | La Década Prodigiosa         | "La chica que yo quiero (Made in Spain)" A rapariga que eu quero (Feita em Espanha) | Castelhano          | 11º                      | 58                       |
| 29º | Lausanne 1989   | Nina                         | "Nacida para amar" Nascida para amar                                                | Castelhano          | 6º                       | 88                       |
| 30º | Zagreb 1990     | Azúcar Moreno                | "Bandido"                                                                           | Castelhano          | 5º                       | 96                       |
| 31º | Roma 1991       | Sergio Dalma                 | "Bailar Pegados" Dançar agarrados                                                   | Castelhano          | 4º                       | 119                      |
| 32º | Malmö 1992      | Serafín Zubiri               | "Todo esto es la música" Tudo isto é a música                                       | Castelhano          | 14º                      | 37                       |
| 33º | Millstreet 1993 | Eva Santamaría               | "Hombres" Homens                                                                    | Castelhano          | 11º                      | 58                       |
| 34º | Dublin 1994     | Alejandro Abad               | "Ella no es ella" Ela não é ela                                                     | Castelhano          | 18º                      | 17                       |
| 35º | Dublin 1995     | Anabel Conde                 | "Vuelve conmigo" Volta para mim                                                     | Castelhano          | 2º                       | 119                      |
| 36º | Oslo 1996       | Antonio Carbonell            | "¡Ay, qué deseo!" Ai, que desejo!                                                   | Castelhano          | 20º                      | 17                       |
| 37º | Dublin 1997     | Marcos Llunas                | "Sin rencor" Sem rancor                                                             | Castelhano          | 6º                       | 96                       |
| 38º | Birmingham 1998 | Mikel Herzog                 | "¿Qué voy a hacer sin ti?" O que é que eu vou fazer sem ti?                         | Castelhano          | 16º                      | 21                       |
| 39º | Jerusalém 1999  | Lydia                        | "No quiero escuchar" Não quero ouvir                                                | Castelhano          | 23º                      | 1                        |
| 40º | Estocolmo 2000  | Serafín Zubiri               | "Colgado de un sueño" Agarrado a um sonho                                           | Castelhano          | 18º                      | 18                       |
| 41º | Copenhaga2001   | David Civera                 | "Dile que la quiero" Diz-lhe que a quero                                            | Castelhano          | 6º                       | 76                       |
| 42º | Tallinn 2002    | Rosa López                   | "Europe's Living A Celebration" A Europa está a viver uma comemoração               | Castelhano          | 7º                       | 81                       |
| 43º | Riga 2003       | Beth                         | "Dime" Diz-me                                                                       | Castelhano          | 8º                       | 81                       |
| 44º | Istambul 2004   | Ramón                        | "Para Llenarme de Ti" Para me (pre)encher de ti                                     | Castelhano          | 10º                      | 87                       |
| 45º | Kiev 2005       | Son de Sol                   | "Brujería" Bruxaria                                                                 | Castelhano          | 21º                      | 28                       |
| 46º | Atenas 2006     | Las Ketchup                  | "Un Blodymary" Um Bloody Mary                                                       | Castelhano          | 21º                      | 18                       |
| 47º | Helsínquia 2007 | D'Nash                       | "I love you mi vida" Amo-te minha vida                                              | Castelhano & Inglês | 20º                      | 43                       |
| 48º | Belgrado 2008   | Rodolfo Chikilicuatre        | "Baila el Chiki-chiki" Dança o ChikiChiki                                           | Castelhano & Inglês | 16º                      | 55                       |
| 49º | Moscovo 2009    | Soraya Arnelas               | "La noche es para mí" A noite é para mim                                            | Castelhano & Inglês | 24º                      | 23                       |
| 50º | Oslo 2010       | Diogo Diges                  | "Algo Pequeñito" Algo Pequenino                                                     | Castelhano          | 15º                      | 68                       |
| 51º | Düsseldorf 2011 | Lucía Pérez                  | "Que me quiten lo bailao" Não me tirem os bons momentos que vivi                    | Castelhano          | 23º                      | 50                       |
| 52º | Baku 2012       | Pastora Soler                | "Quédate conmigo" Fica comigo                                                       | Castelhano          | 10º                      | 97                       |
| 53º | Malmö 2013      | El Sueño de Morfeo           | "Contigo hasta el final" Contigo até ao fim                                         | Castelhano          | 25º                      | 8                        |
| 54º | Copenhaga 2014  | Ruth Lorenzo                 | "Dancing In The Rain" Dançando Na Chuva                                             | Inglês & Castelhano | 10º                      | 74                       |
| 55º | Viena 2015      | Edurne                       | "Amanecer" Amanhecer                                                                | Castelhano          | 21º                      | 15                       |
| 56º | Estocolmo 2016  | Barei                        | "Say Yay!" Dizer yay                                                                | Inglês              | 22º                      | 77                       |
| 57º | Kiev 2017       | Manel Navarro                | "Do It for Your Lover" Fá-lo para o teu amante                                      | Castelhano & Inglês | 26º                      | 5                        |
| 58º | Lisboa 2018     | Alfred García & Amaia Romero | "Tu canción" A Tua Canção                                                           | Castelhano          | 23º                      | 61                       |
| 59º | Tel Aviv 2019   | Miki                         | "La venda" A venda                                                                  | Castelhano          | 22º                      | 54                       |
|     | Roterdão 2020   | Blas Cantó                   | "Universo"                                                                          | Castelhano          | A edição não se realizou | A edição não se realizou |
| 60º | Roterdão 2021   | Blas Cantó                   | "Voy a quedarme" Vou ficar                                                          | Castelhano          | 24º                      | 6                        |
| 61º | Turim 2022      | Chanel                       | "SloMo" Câmera Lenta                                                                | Castelhano & inglês | 3º                       | 459                      |
| 62º | Liverpool 2023  | Blanca Paloma                | "Eaea"                                                                              | Castelhano          | 17º                      | 100                      |
| 63º | Malmö 2024      | Nebulossa                    | "Zorra" Raposa                                                                      | Castelhano          | 22º                      | 30                       |
| 64º | Basileia 2025   | Melody                       | "Esa Diva" Essa diva                                                                | Castelhano          | 24º                      | 37                       |

| Ano             | Artista                      | Canção                    | Final | Final  | Final | Final  | Final | Final  |
| Ano             | Artista                      | Canção                    | Tlv.  | Pontos | Júri  | Pontos | Cl.   | Pontos |
| --------------- | ---------------------------- | ------------------------- | ----- | ------ | ----- | ------ | ----- | ------ |
| Moscovo 2009    | Soraya Arnelas               | "La noche es para mí"     | 21º   | 38     | 25º   | 9      | 24º   | 23     |
| Oslo 2010       | Diogo Diges                  | "Algo Pequeñito"          | 12º   | 106    | 20º   | 43     | 15º   | 68     |
| Düsseldorf 2011 | Lucía Pérez                  | "Que me quiten lo bailao" | 16º   | 73     | 24º   | 38     | 23º   | 50     |
| Baku 2012       | Pastora Soler                | "Quédate conmigo"         | 18º   | 45     | 5º    | 154    | 10º   | 97     |
| Malmö 2013      | El Sueño de Morfeo           | "Contigo hasta el final"  | 26º   | 22.92  | 26º   | 19.64  | 25º   | 8      |
| Copenhaga 2014  | Ruth Lorenzo                 | "Dancing In The Rain"     | 15º   | 41     | 11º   | 83     | 10º   | 74     |
| Viena 2015      | Edurne                       | "Amanecer"                | 20º   | 26     | 26º   | 8      | 21º   | 15     |
| Estocolmo 2016  | Barei                        | "Say Yay!"                | 23º   | 10     | 16º   | 67     | 22º   | 77     |
| Kiev 2017       | Manel Navarro                | "Do It for Your Lover"    | 23º   | 5      | 26º   | 0      | 26º   | 5      |
| Lisboa 2018     | Alfred García & Amaia Romero | "Tu canción"              | 24º   | 18     | 18º   | 43     | 23º   | 61     |
| Tel Aviv 2019   | Miki                         | "La venda"                | 14º   | 53     | 25º   | 1      | 22º   | 54     |
| Roterdão 2021   | Blas Cantó                   | "Voy a quedarme"          | 24º   | 0      | 24º   | 6      | 24º   | 6      |
| Turim 2022      | Chanel                       | "SloMo"                   | 3º    | 228    | 3º    | 231    | 3º    | 459    |
| Liverpool 2023  | Blanca Paloma                | "Eaea"                    | 26º   | 5      | 9º    | 95     | 17º   | 100    |
| Malmö 2024      | Nebulossa                    | "Zorra"                   | 22º   | 11     | 19º   | 19     | 22º   | 30     |
| Basileia 2025   | Melody                       | "Esa Diva"                | 22º   | 10     | 21º   | 27     | 24º   | 37     |

## Apresentadores

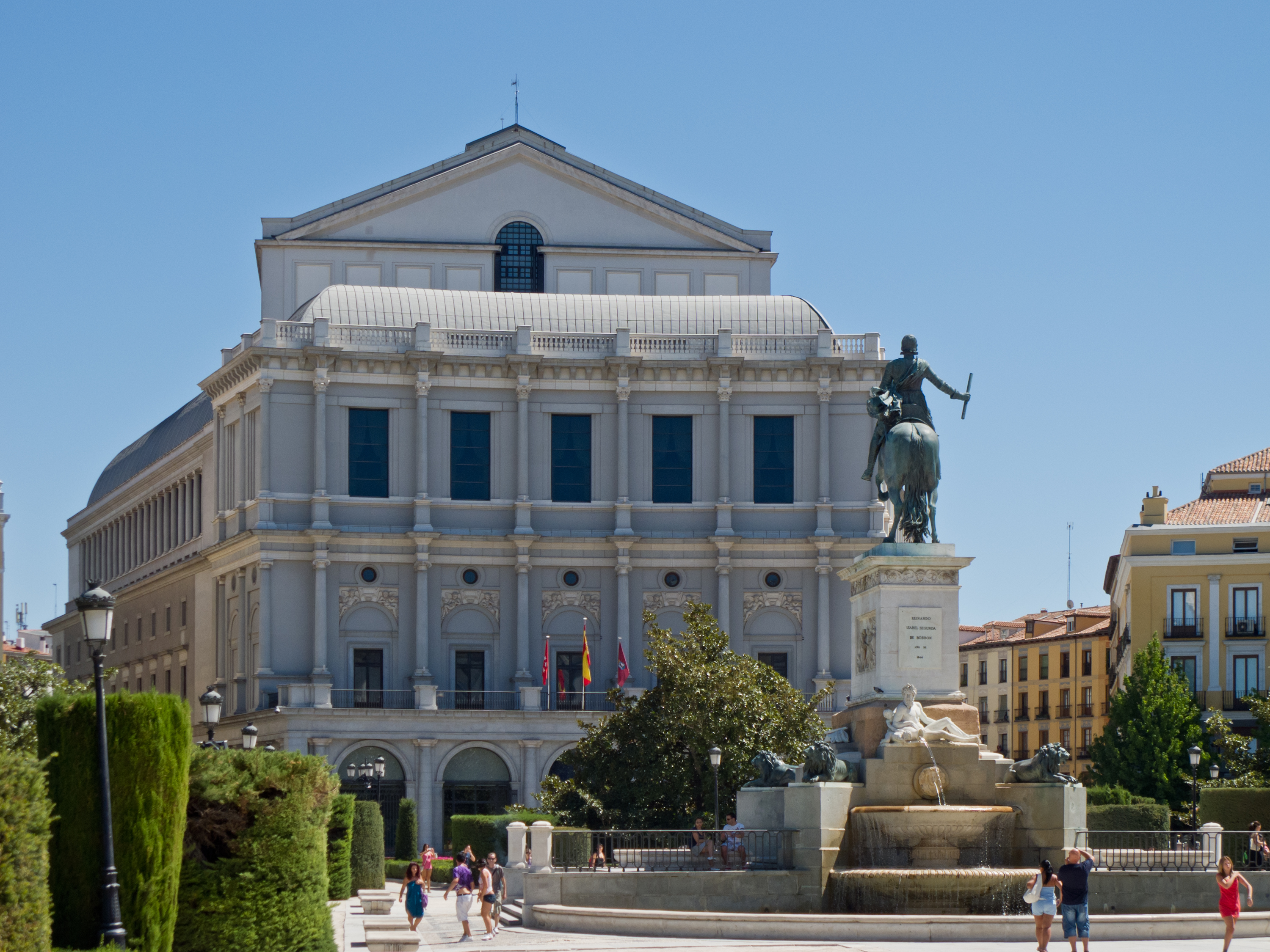
Teatro Real em Madrid, sede do Festival Eurovisão da Canção 1969

| Ano  | Local  | Local       | Apresentador(es) |
| ---- | ------ | ----------- | ---------------- |
| 1969 | Madrid | Teatro Real | Laura Valenzuela |

## Comentadores e porta-vozes
| Ano(s) | Comentador televisivos | Comentador televisivos        | Votação                       | Votação          | Votação       | Votação                                                 |
| Ano(s) | Comentador televisivo  | Segundo comentador televisivo | Porta-voz                     | Idioma utilizado | Cidade        | Plano de fundo                                          |
| ------ | ---------------------- | ----------------------------- | ----------------------------- | ---------------- | ------------- | ------------------------------------------------------- |
| 1961   | Federico Gallo         | Sem segundo comentador        | Diego Ramírez Pastor          | Francês          | Barcelona     | Nenhum                                                  |
| 1962   | Federico Gallo         | Sem segundo comentador        | Diego Ramírez Pastor          | Francês          | Barcelona     | Nenhum                                                  |
| 1963   | Federico Gallo         | Sem segundo comentador        | Julio Rico                    | Inglês           | Madrid        | Nenhum                                                  |
| 1964   | Federico Gallo         | Sem segundo comentador        | Julio Rico                    | Inglês           | Madrid        | Nenhum                                                  |
| 1965   | Federico Gallo         | Sem segundo comentador        | Pepe Palau                    | Francês          | Madrid        | Nenhum                                                  |
| 1966   | Federico Gallo         | Sem segundo comentador        | Blanca Álvarez                | Francês          | Madrid        | Nenhum                                                  |
| 1967   | Federico Gallo         | Sem segundo comentador        | Blanca Álvarez                | Francês          | Madrid        | Nenhum                                                  |
| 1968   | Federico Gallo         | Sem segundo comentador        | Joaquín Prat                  | Inglês           | Madrid        | Nenhum                                                  |
| 1969   | José Luis Uribarri     | Sem segundo comentador        | Joaquín Prat                  | Inglês           | Madrid        | Nenhum                                                  |
| 1970   | José Luis Uribarri     | Sem segundo comentador        | Joaquín Prat                  | Inglês           | Madrid        | Nenhum                                                  |
| 1971   | Joaquín Prat           | Sem segundo comentador        | Sem porta-voz                 | Sem porta-voz    | Sem porta-voz | Sem porta-voz                                           |
| 1972   | Julio Rico             | Sem segundo comentador        | Sem porta-voz                 | Sem porta-voz    | Sem porta-voz | Sem porta-voz                                           |
| 1973   | Julio Rico             | Sem segundo comentador        | Sem porta-voz                 | Sem porta-voz    | Sem porta-voz | Sem porta-voz                                           |
| 1974   | José Luis Uribarri     | Sem segundo comentador        | Antolín García                | Inglês           | Madrid        | Nenhum                                                  |
| 1975   | José Luis Uribarri     | Sem segundo comentador        | José María Íñigo              | Inglês           | Madrid        | Nenhum                                                  |
| 1976   | José Luis Uribarri     | Sem segundo comentador        | José María Íñigo              | Inglês           | Madrid        | Nenhum                                                  |
| 1977   | Miguel de los Santos   | Sem segundo comentador        | Isabel Tenaille               | Francês          | Madrid        | Nenhum                                                  |
| 1978   | Miguel de los Santos   | Sem segundo comentador        | Matías Prats Luque            | Francês          | Madrid        | Nenhum                                                  |
| 1979   | Miguel de los Santos   | Sem segundo comentador        | Manuel Almendros              | Francês          | Madrid        | Nenhum                                                  |
| 1980   | Miguel de los Santos   | Sem segundo comentador        | Alfonso Lapeña                | Inglês           | Madrid        | Nenhum                                                  |
| 1981   | Miguel de los Santos   | Sem segundo comentador        | Isabel Tenaille               | Francês          | Madrid        | Nenhum                                                  |
| 1982   | Miguel de los Santos   | Sem segundo comentador        | Marisa Naranjo                | Inglês           | Madrid        | Nenhum                                                  |
| 1983   | José-Miguel Ullán      | Sem segundo comentador        | Rosa Campano                  | Inglês           | Madrid        | Nenhum                                                  |
| 1984   | José-Miguel Ullán      | Sem segundo comentador        | Matilde Jarrín                | Inglês           | Madrid        | Nenhum                                                  |
| 1985   | Antonio Gómez Rufo     | Sem segundo comentador        | Matilde Jarrín                | Inglês           | Madrid        | Nenhum                                                  |
| 1986   | Antonio Gómez Rufo     | Sem segundo comentador        | Matilde Jarrín                | Inglês           | Madrid        | Nenhum                                                  |
| 1987   | Beatriz Pécker         | Sem segundo comentador        | Matilde Jarrín                | Inglês           | Madrid        | Nenhum                                                  |
| 1988   | Beatriz Pécker         | Sem segundo comentador        | Matilde Jarrín                | Inglês           | Madrid        | Nenhum                                                  |
| 1989   | Tomás Fernando Flores  | Sem segundo comentador        | Matilde Jarrín                | Inglês           | Madrid        | Nenhum                                                  |
| 1990   | Luis Cobos             | Sem segundo comentador        | Matilde Jarrín                | Inglês           | Madrid        | Nenhum                                                  |
| 1991   | Tomás Fernando Flores  | Sem segundo comentador        | María Ángeles Balañac         | Francês          | Madrid        | Nenhum                                                  |
| 1992   | José Luis Uribarri     | Sem segundo comentador        | María Ángeles Balañac         | Francês          | Madrid        | Nenhum                                                  |
| 1993   | José Luis Uribarri     | Sem segundo comentador        | María Ángeles Balañac         | Francês          | Madrid        | Nenhum                                                  |
| 1994   | José Luis Uribarri     | Sem segundo comentador        | María Ángeles Balañac         | Francês          | Madrid        | Puerta de Alcalá                                        |
| 1995   | José Luis Uribarri     | Sem segundo comentador        | Belén Fernández de Henestrosa | Inglês           | Madrid        | Logótipo da TVE                                         |
| 1996   | José Luis Uribarri     | Sem segundo comentador        | Belén Fernández de Henestrosa | Inglês           | Madrid        | AZCA                                                    |
| 1997   | José Luis Uribarri     | Sem segundo comentador        | Belén Fernández de Henestrosa | Inglês           | Madrid        |                                                         |
| 1998   | José Luis Uribarri     | Sem segundo comentador        | Belén Fernández de Henestrosa | Inglês           | Madrid        |                                                         |
| 1999   | José Luis Uribarri     | Sem segundo comentador        | Hugo de Campos                | Inglês           | Madrid        |                                                         |
| 2000   | José Luis Uribarri     | Sem segundo comentador        | Hugo de Campos                | Inglês           | Madrid        | Torrespaña                                              |
| 2001   | José Luis Uribarri     | Sem segundo comentador        | Jennifer Rope                 | Inglês           | Madrid        | Torrespaña                                              |
| 2002   | José Luis Uribarri     | Sem segundo comentador        | Anne Igartiburu               | Inglês           | Madrid        | Torrespaña                                              |
| 2003   | José Luis Uribarri     | Sem segundo comentador        | Anne Igartiburu               | Inglês           | Madrid        | Puerta de Alcalá                                        |
| 2004   | Beatriz Pécker         | Sem segundo comentador        | Anne Igartiburu               | Inglês           | Madrid        | Palácio Real de Madrid                                  |
| 2005   | Beatriz Pécker         | Sem segundo comentador        | Ainhoa Arbizu                 | Inglês           | Madrid        | Estátua de D.Quixote e Sancho Panza na Praça de Espanha |
| 2006   | Beatriz Pécker         | Sem segundo comentador        | Sonia Ferrer                  | Inglês           | Madrid        | Palácio Real de Madrid                                  |
| 2007   | Beatriz Pécker         | Sem segundo comentador        | Ainhoa Arbizu                 | Inglês           | Madrid        | Palácio Real de Madrid                                  |
| 2008   | José Luis Uribarri     | Sem segundo comentador        | Ainhoa Arbizu                 | Inglês           | Madrid        | Palácio Real de Madrid                                  |
| 2009   | Joaquín Guzmán         | Sem segundo comentador        | Iñaki del Moral               | Inglês           | Madrid        | Palácio Real de Madrid                                  |
| 2010   | José Luis Uribarri     | Sem segundo comentador        | Ainhoa Arbizu                 | Inglês           | Madrid        | Palácio Real de Madrid                                  |
| 2011   | José María Íñigo       | Sem segundo comentador        | Elena S. Sánchez              | Inglês           | Madrid        | Palácio Real de Madrid                                  |
| 2012   | José María Íñigo       | Sem segundo comentador        | Elena S. Sánchez              | Inglês           | Madrid        | Palácio Real de Madrid                                  |
| 2013   | José María Íñigo       | Sem segundo comentador        | Inés Paz                      | Inglês           | Madrid        | Palácio Real de Madrid                                  |
| 2014   | José María Íñigo       | Sem segundo comentador        | Carolina Casado               | Inglês           | Madrid        | Palácio Real de Madrid                                  |
| 2015   | José María Íñigo       | Julia Varela                  | Lara Siscar                   | Inglês           | Madrid        | Palácio Real de Madrid                                  |
| 2016   | José María Íñigo       | Julia Varela                  | Jota Abril                    | Inglês           | Madrid        | Palácio Real de Madrid                                  |
| 2017   | José María Íñigo       | Julia Varela                  | Nieves Álvarez                | Inglês           | Barcelona     | Templo Expiatório da Sagrada Família                    |
| 2018   | Tony Aguilar           | Julia Varela                  | Nieves Álvarez                |                  |               |                                                         |

## Maestros
| Ano(s) | Maestro              |
| ------ | -------------------- |
| 1961   | Rafael Ferrer        |
| 1962   | Jean Roderes         |
| 1963   | Rafael Ibarbia       |
| 1964   | Rafael Ibarbia       |
| 1965   | Adolfo Ventas        |
| 1966   | Rafael Ibarbia       |
| 1967   | Manuel Alejandro     |
| 1968   | Rafael Ibarbia       |
| 1969   | Augusto Algueró      |
| 1970   | Augusto Algueró      |
| 1971   | Waldo de los Ríos    |
| 1972   | Augusto Algueró      |
| 1973   | Juan Carlos Calderón |
| 1974   | Rafael Ibarbia       |
| 1975   | Juan Carlos Calderón |
| 1976   | Juan Barcons         |
| 1977   | Rafael Ibarbia       |
| 1978   | Ramón Arcusa         |
| 1979   | José Luis Navarro    |
| 1980   | Javier Iturralde     |
| 1981   | Juan Barcons         |
| 1982   | Miguel Ángel Varona  |
| 1983   | José Miguel Évora    |
| 1984   | Eddy Guerin          |
| 1985   | Juan Carlos Calderón |
| 1986   | Eduardo Leiva        |
| 1987   | Eduardo Leiva        |
| 1988   | Javier de Juan       |
| 1989   | Juan Carlos Calderón |
| 1990   | Eduardo Leiva        |
| 1991   | Eduardo Leiva        |
| 1992   | Javier Losada        |
| 1993   | Eduardo Leiva        |
| 1994   | Josep Llobell        |
| 1995   | Eduardo Leiva        |
| 1996   | Eduardo Leiva        |
| 1997   | Toni Xuclà           |
| 1998   | Alberto Estébanez    |

### Maestros anfitriões
| Ano(s) | Maestro         |
| ------ | --------------- |
| 1969   | Augusto Algueró |

## Historial de votação
Desde da ultima participação em 2019, o histórico de votação da Espanha é o seguinte:
| Espanha deu mais pontos nas finais a: | Espanha deu mais pontos nas finais a: | Espanha deu mais pontos nas finais a: |
| #                                     | País                                  | Pontos                                |
| ------------------------------------- | ------------------------------------- | ------------------------------------- |
| 1                                     | Alemanha                              | 250                                   |
| 2                                     | Itália                                | 242                                   |
| 3                                     | Portugal                              | 178                                   |
| 4                                     | Irlanda                               | 172                                   |
| 5                                     | Reino Unido                           | 155                                   |

| Espanha deu mais pontos de: | Espanha deu mais pontos de: | Espanha deu mais pontos de: |
| #                           | País                        | Pontos                      |
| --------------------------- | --------------------------- | --------------------------- |
| 1                           | Portugal                    | 261                         |
| 2                           | Alemanha                    | 250                         |
| 3                           | Itália                      | 242                         |
| 4                           | Grécia                      | 192                         |
| 5                           | Irlanda                     | 172                         |

| Espanha recebeu mais pontos de: | Espanha recebeu mais pontos de: | Espanha recebeu mais pontos de: |
| #                               | País                            | Pontos                          |
| ------------------------------- | ------------------------------- | ------------------------------- |
| 1                               | Portugal                        | 221                             |
| 2                               | França                          | 182                             |
| 3                               | Suíça                           | 174                             |
| 4                               | Bélgica                         | 147                             |
| 5                               | Grécia                          | 141                             |

## Prémios Marcel Bezençon
Prémio Fã
| Ano  | Artista | Canção | Resultado na final | Pontos | Anfitriã |
| ---- | ------- | ------ | ------------------ | ------ | -------- |
| 2003 | Beth    | "Dime" | 8º                 | 81     | Riga     |

## Congratulations: 50 Anos do Festival Eurovisão da Canção
Legenda
     Vencedor
     2.º lugar
     3.º lugar
     Pontuação Nula ("Null Points")/Último Lugar
     Melhor classificação (fora do top 3)
     Qualificação para a final (fora do top 3)
     País-anfitrião
     Desclassificado
| Ano  | Artista(s) | Língua   | Canção    | Final             | Pontos            | Semi | Pontos | Classificação (1973) | Pontos (1973) |
| ---- | ---------- | -------- | --------- | ----------------- | ----------------- | ---- | ------ | -------------------- | ------------- |
| 1973 | Mocedades  | Espanhol | "Eres tú" | Não se qualificou | Não se qualificou | 11º  | 90     | 2º                   | 125           |